# Gurbești (Căbești), Bihor
Gurbești este un sat în comuna Căbești din județul Bihor, Crișana, România.

## Informații generale
Gurbești este un sat în comuna Căbești, județul Bihor, Transilvania, România. Aparține administrativ de comuna Căbești.

## Vezi și
- Biserica de lemn din Gurbești

## Galerie de imagini

Satul Gurbești văzut de pe un deal din Josani

 Acest articol despre o localitate din județul Bihor este deocamdată un ciot. Puteți ajuta Wikipedia prin completarea lui.